# Pornothemis serrata
Pornothemis serrata is een libellensoort uit de familie van de korenbouten (Libellulidae), onderorde echte libellen (Anisoptera).
De wetenschappelijke naam Pornothemis serrata is voor het eerst geldig gepubliceerd in 1902 door Krüger.